# Алексаков, Фёдор Юрьевич
 Фёдор Юрьевич Алексаков  (род. 21 июля 1957 года, Москва) — советский и российский военачальник. Начальник Центрального автомобильно-дорожного управления (ЦАДУ) Министерства обороны Российской Федерации, генерал-лейтенант, генерал-лейтенант.

## Биография
Ранние годы
Родился 21 июля 1957 г. в Москве;
Начало военной службы
В 1979 г. окончил Челябинское высшее военное автомобильное командное училище,
С 1979 по 1980 год проходил службу в должности преподавателя-командира учебного автомобильного взвода в ГСВГ;
С 1980 по 1984 год - автоинспектор, старший автоинспектор 135 Военной автоинспекции автомобильной службы УрВО;
С 1984 по 1987 год - командир роты курсантов, командир батальона обеспечения учебного процесса Самаркандского ВВАКУ;
В 1987 г. откомандирован в распоряжение Командующего войсками ТуркВО, где в течение года командовал батальоном кадра фронтовой ремонтно-восстановительной базы,
С 1988 по 1990 год - командир отдельного автомобильного батальона ТуркВО, в составе которого находился на территории Демократической Республики Афганистан;
В 1990 г. — командира отдельного автомобильного батальона подвоза горючего, ЗГВ
С сентября 1992 г. по 1994 г.— заместитель командира автомобильной бригады по технической части;
1995 — 1997 гг. - автомобильный факультет Военной академии тыла и транспорта;
По окончании ВАТТ был назначен на должность старшего офицера Управления начальника войск РХБ защиты;
На высших должностях
С 1998 по 2005 год проходил службу в Главном автобронетанковом управлении Минобороны России: начальник группы военной автоинспекции МО РФ, член научно-технического комитета ГАБТУ МО РФ, начальник автотранспортной службы - помощник начальника ГАБТУ МО РФ, начальник Управления эксплуатации и боевой подготовки главного управления;
с 2005 г. — начальник Центрального автомобильно-дорожного управления (ЦАДУ) Минобороны России (в составе Тыла ВС РФ)
После службы
С 2012 года — Ведущий инспектор группы инспекторов Объединённого стратегического командования Южного военного округа.
C 1 сентября 2022 года - Начальник Аксайского Данилы Ефремова казачьего кадетского корпуса. 30 сентября 2023 года его казачата Архиерейского казачьего конвоя Ставропольской епархии (ныне учащиеся Аксайского Данилы Ефремова казачьего кадетского корпуса ) приняли присягу и прошли торжественное «Посвящение в кадеты»..

## Награды
- Орден «За военные заслуги» (Россия)
- Орден Почёта
- Медаль «За отвагу»
- Медаль «За боевые заслуги»
- Медаль «Ветеран Вооружённых Сил СССР»
- Медаль «За укрепление боевого содружества»
- Юбилейная медаль «300 лет Российскому флоту»
- Юбилейная медаль «60 лет Вооружённых Сил СССР»[5]
- Юбилейная медаль «70 лет Вооружённых Сил СССР»[6]
- Медаль «За безупречную службу» I степени
- Медаль «За безупречную службу» II степени
- Медаль «За безупречную службу» III степени
- Медаль «За ратную доблесть»
- нагрудными знаками "За отличие в службе ГИБДД" I ст., "Отличия офицеров Тыла ВС РФ"; и другие.

## Семья
- Женат, имеет двоих сыновей.